# 커비 블리스 블랜턴
커비 블리스 블랜턴(Kirby Bliss Blanton, 1990년 10월 24일 ~ )은 미국의 배우이다.

## 출연 작품
- 데스 위시 (2018)
- 킬러 맘 (2017)
- 텔 미 하우 아이 다이 (2016)
- 핫 봇 (2016, Hot Bot)
- 리커버리 (2015)
- 그린 인페르노 (2015)
- 프로젝트 X (2011)
- 볼 돈 라이 (2008)
- 한나 몬타나 (2006)